# Liste der Einträge im National Register of Historic Places im Gilmer County (West Virginia)
Diese Liste der Einträge im National Register of Historic Places im Gilmer County (West Virginia) enthält alle im Gilmer County, West Virginia in das National Register of Historic Places eingetragenen Gebäude, Bauwerke, Objekte, Stätten oder historischen Distrikte.
Diese Liste entspricht dem Bearbeitungsstand des National Park Service/National Register of Historic Places vom 23. August 2024.

## Legende
| NRHP | Historic Place |

## Aktuelle Einträge
| [ 2 ] | Name                              | Bild                              | Eintragsdatum                 | Lage | Ort         | Beschreibung |
| ----- | --------------------------------- | --------------------------------- | ----------------------------- | --- | ----------- | ------------ |
| 1     | John E. Arbuckle House            | John E. Arbuckle House            | 21. Nov. 1991 ID-Nr. 91001729 | 213 Court St. 38° 56′ 6,5″ N, 80° 50′ 7″ W                                                                                       | Glenville   |              |
| 2     | Cedarville School                 | Cedarville School                 | 25. März 1994 ID-Nr. 94000210 | Straßenkreuzung der Smith Ave. und Edmond St. 38° 50′ 25″ N, 80° 49′ 8″ W                                                        | Cedarville  |              |
| 3     | Duck Run Cable Suspension Bridge  | Duck Run Cable Suspension Bridge  | 9. Juli 1997 ID-Nr. 97000783  | über den Little Kanawha River, südlich der Kreuzung der West Virginia Route 5 und County Route 30 38° 55′ 42″ N, 80° 47′ 14,5″ W | Trubada     |              |
| 4     | Gilmer County Poor Farm Infirmary | Gilmer County Poor Farm Infirmary | 4. Dez. 1998 ID-Nr. 98001465  | Sycamore Rd. an der Recreation Center Rd. 38° 57′ 8″ N, 80° 49′ 46″ W                                                            | Glenville   |              |
| 5     | Glenville Truss Bridge            | Glenville Truss Bridge            | 4. Dez. 1998 ID-Nr. 98001477  | Conrad Court über den Little Kanawha River 38° 55′ 57″ N, 80° 50′ 20″ W                                                          | Glenville   |              |
| 6     | Job's Temple                      | Job's Temple                      | 29. Mai 1979 ID-Nr. 79002575  | westlich von Glenville an der West Virginia Route 5 38° 55′ 56″ N, 80° 57′ 45″ W                                                 | Glenville   |              |
| 7     | Little Kanawha Valley Bank        | Little Kanawha Valley Bank        | 5. Aug. 1991 ID-Nr. 91001012  | 5 Howard St. 38° 56′ 1,5″ N, 80° 50′ 10,5″ W                                                                                     | Glenville   |              |
| 8     | Ruddell General Store             | Ruddell General Store             | 15. Dez. 1998 ID-Nr. 98001469 | 6 N. Court St. 38° 56′ 1,5″ N, 80° 50′ 12,5″ W                                                                                   | Glenville   |              |
| 9     | Stouts Mill Bridge                | Stouts Mill Bridge                | 4. Dez. 1998 ID-Nr. 98001476  | Duskcamp Rd. über den Little Kanawha River 38° 53′ 46″ N, 80° 43′ 54″ W                                                          | Stouts Mill |              |
| 10    | Whiting House                     | Whiting House                     | 4. Dez. 1998 ID-Nr. 98001480  | 301 E. Main St. 38° 55′ 57″ N, 80° 50′ 10″ W                                                                                     | Glenville   |              |